# Технічні умови

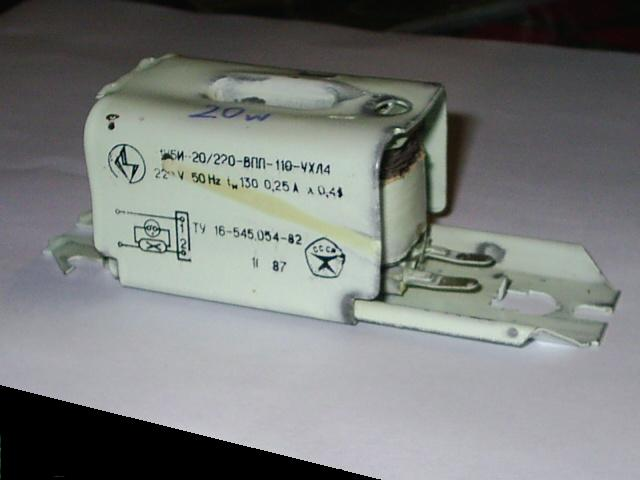
Позначка технічних умов на корпусі дроселя для люмінісцентних ламп

Техні́чні умо́ви (ТУ) — нормативний документ, що встановлює внутрішні технічні вимоги, яким повинна відповідати продукція, процес або послуга, та визначає процедури, за допомогою яких може бути встановлено, чи дотримані такі вимоги. ТУ встановлюють вимоги до продукції, призначеної до самостійного постачання (виконання, надавання) та регулюють відносини між виробником (постачальником) та споживачем (користувачем). ТУ можуть бути невід'ємною частиною комплекту конструкторської, технологічної або іншої технічної документації на продукцію або окремим документом. В ТУ, які є окремим документом, має бути повний комплекс вимог до продукції, її виготовлення, контролювання, приймання та постачання.

## Загальні положення
ТУ є технічним документом, який розробляється за рішенням розробника (виробника) або за вимогою замовника (споживача) продукції .
ТУ є невід'ємною частиною комплекту конструкторської або іншої технічної документації на продукцію, а при відсутності документації повинні мати повний комплекс вимог до продукції, її виробника, контролю та прийманню.
ТУ розробляють на: 
- один конкретний виріб, матеріал, речовину і т.п.
- на кілька конкретних виробів, матеріалів, речовин і т.п. (групові технічні умови).

Вимоги до виконання ТУ (на продукцію (вироби, матеріали, речовини і т.п.) машинобудування, приладобудування, будівництва, а також окремих видів діяльності), регламентовано в ГОСТ 2.114-95. Також є настанова ДСТУ-Н 4486:2005 яка надає методичні вказівки щодо типової будови, викладення та оформлювання ТУ та приклад самого ТУ. Та настанова СОУ КЗПС 74.9-02568182-003:2016 щодо типової побудови, викладення, оформлення, позначення технічних умов на продукцію, процеси, послуги (продукція), перевірки, перегляду, прийняття та надання чинності, внесення змін та скасування.

## Вимоги до структури
ТУ повинні містити вступ і розділи, розміщені у наступній послідовності:
- Технічні вимоги;
  - Основні параметри та характеристики (властивості);
  - Вимоги до сировини, матеріалів, покупних виробів;
  - Комплектність;
  - Маркування;
  - Пакування;
- Вимоги безпеки;
- Вимоги охорони навколишнього середовища;
- Правила приймання;
- Методи контролю;
- Транспортування та зберігання;
- Правила з експлуатації;
- Гарантії виробника;

Склад розділів і їх зміст визначає розробник у відповідності з особливостями продукції. При необхідності ТУ, в залежності від виду і призначення продукції, можуть бути доповнені іншими розділами (підрозділами) або в них можуть не включатися окремі розділи (підрозділи), чи окремі розділи (підрозділи) можуть бути об’єднанні в один.

## Будівництво
Технічні умови (далі — ТУ) — це комплекс умов та вимог щодо інженерного забезпечення об'єкта з визначенням джерел енергоносіїв, приймальних систем водовідведення, спеціальних умов експлуатації, місць приєднання до відповідних зовнішніх інженерних мереж, розрахункових інженерних навантажень, умов здійснення будівництва.

Міськими службами та іншими відповідними організаціями, надаються ТУ щодо забезпечення:
- антисейсмічної безпеки;

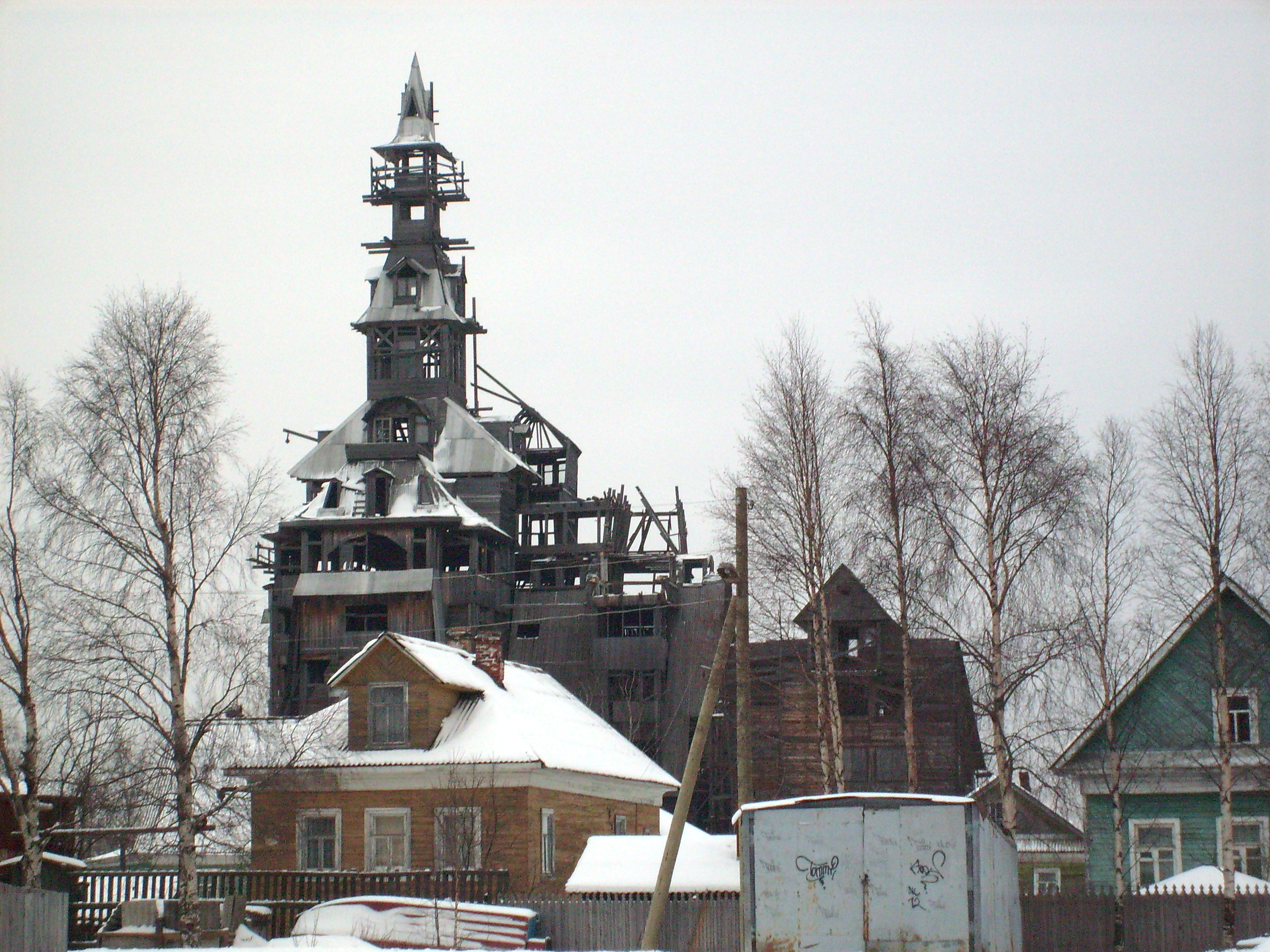
13-поверхова будівля Миколи Сутягіна, виконана з порушенням технічних умов.

- водопостачання: питне, господарче, технічне, промислове, для пожежегасіння;
- водовідведення (каналізації): господарсько-побутова, промислова;
- дощової каналізації;
- теплопостачання: централізованого, від локальних джерел;
- гарячого водопостачання;
- електричного енергопостачання;
- газопостачання;
- зовнішнього освітлення;
- телефонізації: цифрова, аналогова, стільникова, інтернет;
- диспетчеризації;
- телебачення: кабельне, супутникове, колективного користування, Інтернет;
- радіофікації;
- цивільної оборони;
- безпеки руху;
- сміттєвидалення: сортування, переробка, спалення, утилізація, захоронення, вивезення на визначені місця утилізації;
- під'їздів і шляхів: залізниця, автошляхи загального користування, водні шляхи;
- пожежної безпеки (охорона, сигналізація тощо);

## Позначання технічних умов
Код документа за міждержавним стандартом ГОСТ 2.102-68 — ТУ.
Позначання технічних умов згідно ГОСТ 2.201-80 на вироби машинобудування та приладобудування. Познака виробу і основного конструкторського документа має вигляд: АБВГ.XXXXXX.XXX.
де АБВГ  — чотиризначний буквений код організації-розробника виробу;
XXXXXX  — шестизначний числовий код класифікаційної характеристики згідно з класифікатором ЄСКД;
XXX  — тризначний числовий реєстраційний номер.
Познака неосновного документу складається з познаки виробу та коду документу, наприклад в даному випадку: АВТБ.081941.021 ТУ.
Структура позначення технічних умов згідно СОУ КЗПС 74.9-02568182-003:2016:
ТУ У ХХ.Х–ХХХХХХХХ–ХХХ:ХХХХ
де ТУ - індекс документа - «ТУ»;
У - скорочена назва держави «У» - через пробіл після позначення індексу документа;
ХХ.Х - код продукції за ДК 016 (три перші знаки) - через пробіл після позначення скороченої назви держави;
ХХХХХХХХ - код підприємства (організації) або фізичної особи-підприємця - власника технічних умов згідно з «Єдиним державним реєстром підприємств і організацій України» (ЄДРПОУ) (вісім знаків або десять знаків відповідно) - через дефіс  після позначення коду продукції;
ХХХ - порядковий номер, що його надає власник технічних умов (три знаки) - через дефіс після позначення коду підприємства (організації) - власника технічних умов;
ХХХХ - рік прийняття (чотири знаки) – через двокрапку після порядкового номеру.
Приклад позначення технічних умов: ТУ У 27.1-21926977-001:2015
Допускається використовувати для познаки ТУ подвійне позначання: познака ТУ, як неосновного конструкторського документу та познака ТУ з застосуванням кодів чинних класифікаторів продукції країни виробника. Також допускається використовувати раніш прийняті системи позначання ТУ.